# Соловьиный проезд
Соловьи́ный проезд (название с 11 октября 1978 года) — улица в Юго-Западном административном округе города Москвы на территории района Ясенево. Фактически включает в себя бывшие проектируемые проезды № 5415 (проезжая часть построена) и № 5422 (проезжая часть отсутствует). Первоначально в состав Соловьиного проезда входил проектируемый проезд № 5421, планировавшийся к прокладке между Новоясеневским проспектом и МКАД, от постройки которого в итоге отказались.

## Происхождение названия
Назван по предложению жителей района в честь соловьиных трелей, слышимых из Битцевского лесопарка.

## История
Первоначально планировался как единая дорога, проходящая от улицы Айвазовского по восточной окраине микрорайонов Ясенева до проезда Карамзина. Однако проезжая часть была построена только на участках от улицы Айвазовского до улицы Рокотова и от Голубинской улицы до проезда Карамзина.
Позже от первоначальных планов отказались, поэтому 4 июля 1984 года участок Соловьиного проезда от Голубинской улицы до проезда Карамзина получил новое название — Улица Инессы Арманд.
Альтернативная версия: Первоначально (согласно Решению Исполнительного комитета Московского городского Совета народных депутатов от 11 октября 1978 года № 3212) планировался как единая дорога, проходящая от улицы Айвазовского по западной окраине Битцевского лесопарка до МКАД. Однако проезжая часть была построена только на участке от улицы Айвазовского до улицы Рокотова (проектируемый проезд № 5415). Позже от первоначальных планов отказались, и участок от улицы Рокотова до МКАД построен не был (проектируемый проезд № 5422 и проектируемый проезд № 5421). Улица Инессы Арманд (согласно Решению Исполнительного комитета Московского городского Совета народных депутатов от 4 июля 1984 года № 1713) к Соловьиному проезду никакого отношения не имеет, т. к. прошла западнее проектируемого проезда № 5421, от прокладки которого решено было отказаться.
Дома 12, 14, 16, 18 по Соловьиному проезду располагаются во дворах между улицей Рокотова, Литовским бульваром и Новоясеневским проспектом.

## Транспорт
Дома 12, 14, 16, 18 располагаются в пешей доступности от станции метро «Новоясеневская» и «Битцевский парк», а также до улицы можно добраться до станции «Ясенево». Вдоль существующей проезжей части Соловьиного проезда в направлении от улицы Айвазовского к улице Рокотова проходят автобусы 264, 639, 642, с14, в обратном направлении — 639, 642, с14.